# Halász Imre (hírlapíró)
Halász Imre (Kolta, 1841. október 12. – Budapest, 1918. március 7.) magyar hírlapíró, az egykori Pesti Napló és Pester Lloyd című lapok nagy tekintélyű munkatársa. Halász Gyula földrajztudós apja, Katona Tamás történész dédapja.

## Pályája
A Vas vármegyei Koltán, jómódú birtokos nemesi családban született. Apja Halász Gábor, anyja Bokor Róza. Sopronban kezdte és Eperjesen fejezte be a középiskolát. Magánszorgalomból elsajátította a németen kívül a francia és az olasz nyelvet, tanulmányozta a latin és a görög írókat. 1861-től 1865-ig a pesti egyetemen jogot hallgatott, az angol nyelvet egyetemi évei alatt sajátította el. 1865-ben lépett a hírlapírói pályára; első vezércikkei közjogi tárgyúak voltak és a Kemény Zsigmond szerkesztése alatt álló Pesti Naplóban jelentek meg.
1866 végén a Magyarország Anyagi Érdekei című nemzetgazdasági szaklapnak lett főmunkatársa, 1867 elejétől szerkesztette, 1868. január 1-jétől fél évig név szerint is átvette a szerkesztést. 1867-ben a Pompéry János által szerkesztett Magyarország című lap belső munkatársa lett; írt vezércikket, tárcát, lapszemlét. Gorove közgazdasági miniszter kinevezte őt beltagnak az akkor szervezett statisztikai hivatalba, 1867 nyarán pedig Lónyay Menyhért pénzügyminiszter mellé került fogalmazónak. Ekkor megvált a szerkesztőségtől, de az újságírásnak híve maradt. Az 1867. év nyarát Lónyayval töltötte Bécsben, aki őt küldte Deák Ferenchez, hogy a kiegyezési előzetes megállapodásokat vele közölje, véleményét kérje. Ezen kirándulását le is írta a Deák-Albumban.
A Pester Lloyd szerkesztését Falk Miksa vállalván el, 1868 márciusában Halászt hívta meg fő vezércikkírónak, ekkor kezdett idegen nyelven írni. Három évig volt a Pester Lloyd főmunkatársa, ezalatt (H) betű alatt jelentek meg cikkei. 1871 elején Andrássy Gyula gróf felszólítására átvette a miniszterelnökségi sajtóiroda vezetését. Ettől kezdve működési tere Budapest és Bécs között oszlott meg; folytatta a politikai cikkek írását, de névtelenül és túlnyomóan idegen nyelven. Elkísérte Andrássyt 1871 nyarán az első salzburgi híres találkozóra. 1872 végén lemondott az államszolgálatról. Az akkor közreműködésével újjászervezett Ungarischer Lloydban mint a lap egyik főszerkesztője, cikkek sorozatában fejtegette az ország politikai és pénzügyi rendezésének alapfeltételeit.

### Cikkei
Cikkei a Schvarcz Gyula szerkesztette Uj Korszakban (1865-66-ban több cikke) és a Vasárnapi Ujságban (1866. Visszapillantás a gőzerő történetére, 1892. A koronázáskor 1867. jún. 8. sat.), a Budapesti Szemlében (1866. A népiskola a XIX. században Hollandiában, 1867. Angol büntetőjogi reform, 1878. Az oroszok fő néptörzsei s az orosz kormány nemzetiségi politikája, H. I. jegyek alatt), a Magyarországban (1867. A 67-es bizottság javaslata a képviselőházban sat.); írt még a Neue Freie Pressébe s a Schönberger által kiadott Börsen- und Handelsbericht c. pénzügyi szaklapba (1873-74); ez utóbbiba később (1879-től 1885-ig) Magyarország pénzügyi és gazdasági kérdéseit tárgyaló összes cikket (évenként 30-40-et) ő írta. A Nemzetgazdasági Szemlét (1874. júl.-dec.) szerkesztette az MTA nemzetgazdasági bizottságának megbízásából, mely őt még 1872-ben tagjává választotta; a nevezett szemlében két nagyobb tanulmánya jelent meg (Az 1871-74. pénzügyi gazdálkodásnak bírálata s Az 1875. fedezet és a pénzügyi kibontakozás). E szemle azonban a közönségnél nem talált visszhangra, ezért Halász 1874 végén megindította a Közérdek c. politikai napilapot, összeköttetésben a Deák-párt azon tényezőivel, melyekkel e pártot a végleges szétmállás ellen még biztosítani remélte. Mikor azonban a fúzió ténnyé vált, megegyezett Sennyey Pállal egy haladó-konzervatív lap alapítása iránt. Ez új lap a Kelet Népe volt, melybe a Közérdek 1875. junius 13-i utolsó számával beolvadt. Az új lap főmunkatársa Kállay Béni, a későbbi közös pénzügyminiszter volt, és Halász 1876. június 6-án vette át a lapot, melyet 1878. december 30-áig, a lap megszűnéséig szerkesztett.
Azután Halász előkelő bel- és külföldi lapokba dolgozott; 1884-ben a György Endre által szerkesztett Nemzetgazdasági Szemlében megjelent tőle egy tanulmány (Egy pillantás a magyar pénzügyek jövőjébe), melyben a valutarendezés előfeltételeit is tárgyalja; írt még a Mende Bódog által szerkesztett Magyar Nemzetgazdába (1884. vagy 15 cikket; ezek közt terjedelmesebbek: Takarékpénztáraink reformjáról, A magyar vasuti kölcsönök egyesítéséről és conversiójáról, mely eszme később meg is valósíttatott). 1885-ben átvette a kiállítási sajtóügyet és e minőségben egy magyar, német, francia és olasz nyelvű kiállítási értesítőt adott ki, melyet vagy 800 európai nagy lapnak ingyen küldtek a kiállítás végéig. A kiállítás végén a magyar kormány javaslatára az Officier d'Academie érdemjelet kapta; végül cikkei a Magyar Szalonban (1888. Mikor én hírlapiró lettem, Politikai sajtónkról.) A Brockhaus Conversations Lexikonába cikkeket írt hazánk nemzetgazdasági és pénzügyi állapotairól. 1879 elejétől a Neues Pester Journal szerkesztőségének tagja, ennek Magyarországot érdeklő politikai és pénzügyi cikkei majd mind tőle származnak.
1896-tól 1900-ig főleg a Pesti Naplóban jelentek meg írásai. Később történeti, politikai és jogi tanulmányokkal foglalkozott, a Nyugat munkatársa volt; ott jelent meg először Egy letűnt nemzedék (1911) című emlékirata. Ez után publicisztikai munkásságát 1912-ben a Magyar Tudományos Akadémia Bródy Zsigmond-jutalommal tüntette ki. Mint hírlapíró a legkiválóbbak egyike volt; cikkeinek száma 5-6000-re tehető, melyek legnagyobb részt névtelenül jelentek meg.

## Művei
- A társadalmi tudomány kézikönyve. Carey Henrik C. után angolból ford. Pest, 1867. (Előszót írt hozzá, melyet az amerikai tudós meleg hangú levélben megköszönt és míg élt, minden munkáját megküldte fordítójának)
- Egy letünt nemzedék. Emlékezések a magyar állam kialakulásának újabb korszakából; Nyugat, Bp., 1911 (Élete alkonyán a Nyugatban közölt politikai visszaemlékezéseinek gyűjteménye. A vele egyidőben élt magyar államférfiak egyéniségét világította meg, sok ismeretlen mozzanatot örökített meg könyvében. Ezzel az összefüggő esszé-sorozatával nyerte meg az Akadémia Bródy-jutalmát.) Online
- Bismarck és Andrássy. Politikai tanulmány. Budapest, 1913 Online